# Esterházy Ferenc (zeneszerző)
Gróf Esterházy Ferenc Miklós Mária (Devecser, 1896. január 28. — Stockholm, 1939. március 12.) zeneszerző, a tatatóvárosi hitbizományi uradalom tulajdonosa.

## Élete
Apja gróf Esterházy Ferenc (1859-1909), testvérei Mária és Tamás  voltak. Felesége Zichy Mária grófnő, fiuk Miklós (1924-?).
A tatai piarista főgimnáziumban érettségizett. A New York-i College of Musicon szerzett doktorátust.
A tatai parkban több szabadtéri zenei előadást rendezett.

## Művei
- 1933 Danaidák (táncdráma)
- 1937 A szerelmes levél (1 felv. vígopera, bem. Budapest)
- 1938 Thekla (opera, Schiller Wallensteinjéből saját szövegre, Tata)